# Italia en la Copa Mundial de Rugby de 1999
La Selección de rugby de Italia fue uno de los 20 participantes de la Copa Mundial de Rugby de 1999 que se realizó en Gales.
Fue la cuarta participación de los Azzurri en la Copa Mundial de Rugby.

## Plantel
| Nombre                  | Posición       | Club                   |
| ----------------------- | -------------- | ---------------------- |
| Stefano Saviozzi        | hooker         | Benetton Rugby         |
| Alessandro Moscardi     | hooker         | Benetton Rugby         |
| Andrea Moretti          | hooker         | Petrarca Rugby         |
| Andrea Lo Cicero        | pilar          | Rugby Rovigo           |
| Alex Moreno             | pilar          | Sporting Union Agen    |
| Franco Properzi         | pilar          | Benetton Rugby         |
| Andrea Castellani       | pilar          | Rugby Roma Olimpic     |
| Giampiero de Carli      | pilar          | Stade Français         |
| Federico Pucciariello   | pilar          | Rugby Parma            |
| Laurent Travini         | segunda línea  | US Dax                 |
| Carlo Checchinato       | segunda línea  | Benetton Rugby         |
| Walter Cristofoletto    | segunda línea  | Benetton Rugby         |
| Mark Giacheri           | segunda línea  | West Hartlepool        |
| Carlo Caione            | ala            | Rugby Roma Olimpic     |
| Mauro Bergamasco        | ala            | Petrarca Rugby         |
| Massimo Giovanelli (c.) | ala            | Rugby Rovigo           |
| Orazio Arancio          | ala            | Benetton Rugby         |
| Andrea De Rossi         | Número 8       | Rugby Livorno          |
| Alessandro Troncon      | medio scrum    | Benetton Rugby         |
| Giampiero Mazzi         | medio scrum    | Rugby Roma Olimpic     |
| Diego Domínguez         | medio apertura | Stade Français         |
| Francesco Mazzariol     | medio apertura | Benetton Rugby         |
| Paolo Vaccari           | centro         | Rugby Calvisano        |
| Luca Martin             | centro         | Union Bordeaux Bègles  |
| Cristian Stoica         | centro         | Racing Club Narbonnais |
| Sandro Ceppolino        | centro         | Piacenza Rugby Club    |
| Nicola Mazzucato        | wing           | Benetton Rugby         |
| Fabio Roselli           | wing           | Rugby Roma Olimpic     |
| Nick Zisti              | wing           | Rugby Roma Olimpic     |
| Matt Pini               | zaguero        | Rugby Roma Olimpic     |

## Participación

### Grupo B
| Equipo        | Gan. | Emp. | Per. | A favor | En contra | Puntos |
| ------------- | ---- | ---- | ---- | ------- | --------- | ------ |
| Nueva Zelanda | 3    | 0    | 0    | 176     | 28        | 6      |
| Inglaterra    | 2    | 0    | 1    | 184     | 47        | 4      |
| Tonga         | 1    | 0    | 2    | 49      | 162       | 2      |
| Italia        | 0    | 0    | 3    | 26      | 198       | 0      |
| 2 de octubre | Inglaterra | 67 - 7 | Italia | Murrayfield Stadium, Edimburgo |  |

| 10 de octubre | Italia | 16 - 30 | Tonga | Welford Road, Leicester |  |

| 14 de octubre | Nueva Zelanda | 101 - 3 | Italia | McAlpine Stadium, Huddersfield |  |